# 희망로 (파주시)
희망로는 파주에 위치하고 경의선 남북출입사무소부터 개성공단까지 이어지는 도로이다. 당연히 일반인은 허가를 받지 않은 이상 출입할 수 없다. 남북관계가 정색되고 경의선 도로가 폭파됨에 따라 따라 이제는 이용할 수가 없게 되었다. 만약 가려 한다면 판문점을 거쳐 72시간 다리를 건너야 한다.

## 이용
이용된 사례는 다양하다. 일단 개성 공단 영업 시에 모든 사람의 왕래가 여기를 통해 연결되었으며 노무현 대통령이 이곳을 방문하여 도보로 직접 방북하였다.